# Vimeo
A Vimeo (IPA: [ˈvɪmioʊ]) egy 2004-ben, az Egyesült Államokban létrehozott videómegosztó webhely.
Népszerűsége elmarad a YouTube-étól, de a minősége jobb, valamint fokozottan felügyelnek a feltöltött fájlok jogtisztaságára. 2007-től már HD minőségben is elérhető.
A szolgáltatás igénybevételéhez regisztráció szükséges, ami hozzászólási lehetőséget is ad a felhasználóknak. A feltölthető fájlok mérete nem korlátlan, de a 2008-ban megjelent Vimeo Plus szolgáltatás évi 60 dollár előfizetésért hetente 5 GB tárhelyet biztosít.
A „vimeo” szót Jake Lodwick, az egyik alapító kreálta a „video” és a „me” szavakból. A szó ugyanakkor a „movie” anagrammája is.
Másokkal ellentétben a Vimeo elsősorban művészileg magas színvonalú tartalmakat tartalmaz, például zenei videókat, rövidfilmeket és dokumentumfilmeket.
2017 őszén a Vimeo megvásárolta a Vimeo Livestream szolgáltatót, hogy elindítsa saját élő közvetítéseit.
A portál lehetővé teszi „személyes streamek” létrehozását is, amelyekben más felhasználói profilokból származó videók gyűjthetők, kommentálhatók és értékelhetők.
A Vimeo a HTML5 számos szerkezeti elemét használja az oldalak böngészőben való megjelenítéséhez. Emellett az Apple TV set-top boxon keresztül is foghatóak a portál videói.
2021 májusában az InterActiveCorp eladta részesedését a Vimeóban. 2024. május végén Philip Moyer vezérigazgató bejelentette, hogy a Vimeóba feltöltött videókat nem használják fel generált mesterséges intelligencia létrehozására, és hogy harmadik felek számára is megtiltják használatát az érintett felhasználók hozzájárulása nélkül. Ez azt jelenti, hogy a vállalat ellentétes módon jár el, mint versenytársainak többsége.

## Cenzúra
A vimeót blokkolják az alábbi országokban:
- India
- Kína
- Thaiföld
- Törökország
- Vietnám